# Lavezares
Lavezares est une localité de la province de Samar du Nord, aux Philippines. En 2015, elle compte 28 770 habitants.